# Pic Besiberri Sud
Pic Besiberri Sud är bergstoppar i Spanien.   De ligger i provinsen Província de Lleida och regionen Katalonien, i den nordöstra delen av landet, 400 km nordost om huvudstaden Madrid.